# Lac Walter F. George
Le lac Walter F. George, nommé en l'honneur de Walter F. George (1878-1957), sénateur originaire de Géorgie, est formé à partir de la rivière Chattahoochee, le long de la frontière entre l'Alabama et la Géorgie. Il est également connu sous le nom de lac Eufaula - en particulier en Alabama, où la législature de l'État a adopté une résolution le 25 juin 1963 pour attribuer ce nom au lac. Le lac, d'une superficie de 46 000 acres, s'étend au nord à environ 140 km de l'écluse et du barrage Walter F. George et a environ 1 030 km de rivage. Les activités populaires le long du lac comprennent le camping et la pêche.
Le lac est essentiellement contrôlé par le Corps du génie de l'armée des États-Unis. Les États contrôlent plusieurs autres terres protégées le long du lac, notamment le Eufaula National Wildlife Refuge et le parc d’État de Lakepoint en Alabama, ainsi que les parcs d’État de Florence Marina et George T. Bagby en Géorgie.
L'inondation des terres dans la région a couvert de nombreux sites historiques et préhistoriques associés à la culture amérindienne. Les peuples autochtones vivaient le long du fleuve depuis des milliers d'années. La zone d'Oketeyeconne, en Géorgie, qui comptait à l'époque une majorité de résidents amérindiens, a été évacuée dans les années 1950 pour permettre la création du lac.